# Abgeordnetenhaus (Østrig)
Deputeretkammeret (tysk: Abgeordnetenhaus,  tjekkisk: Poslanecká sněmovna, polsk: Izba Posłów, italiensk: Camera dei deputati) var fra 1861 det delvist folkevalgte underhus (eller andetkammer) i det østrigske rigsråd, der havde to kamre.
Fra 1867 til 1918 var deputeretkammeret underhus i rigsrådet for den nordlige (slaviske) del og den vestlige del (østrigsk–italienske) af Østrig-Ungarn.
Der var valg til deputeretkammeret 12 gange. Det var i 1861, i 1867, i 1870, i 1871, i 1873, i 1879, i 1885, i 1891, i 1897, i 1901, i 1907 og i 1911.